# Distrito de Masma

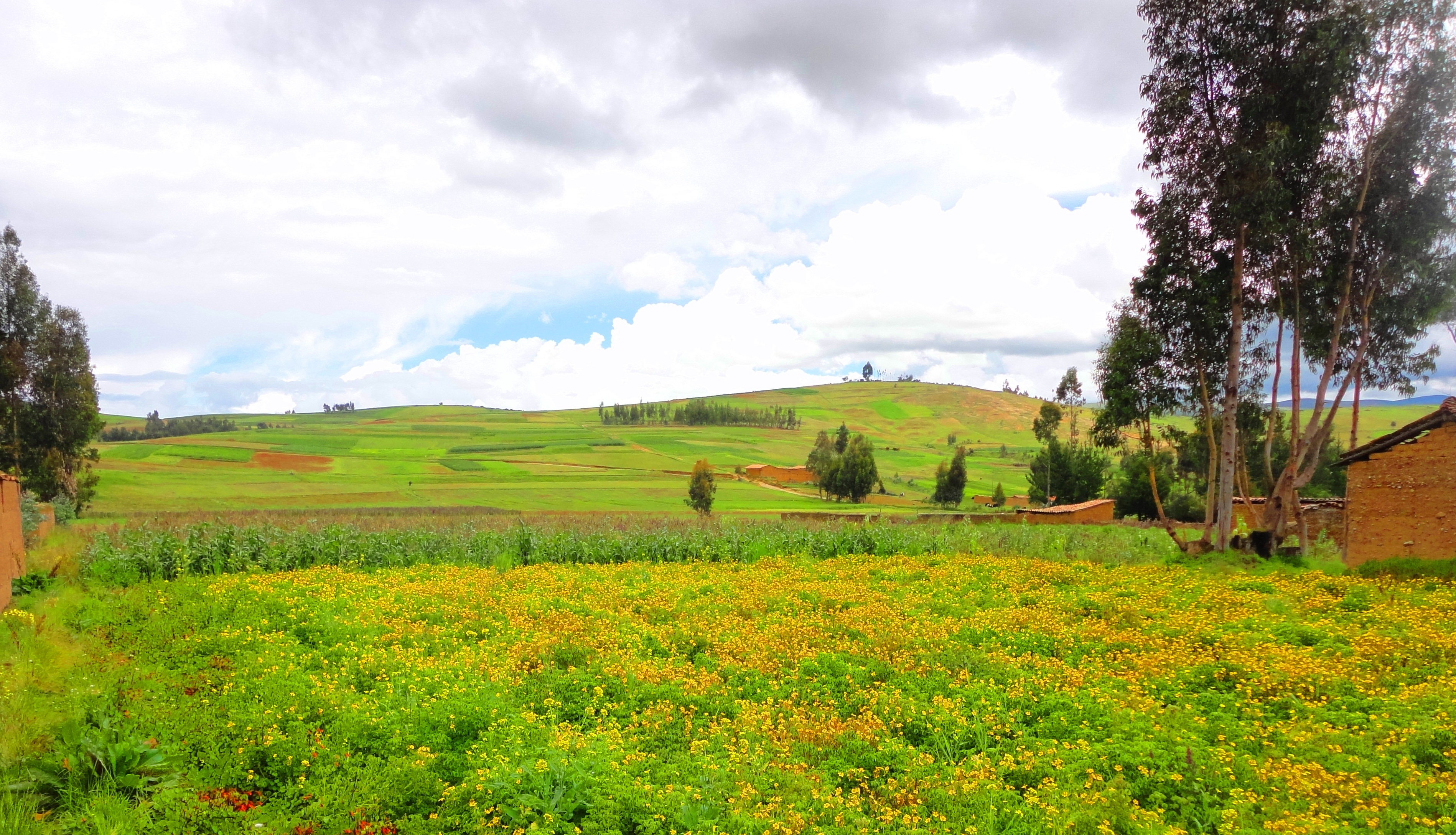
Paisaje Masma.

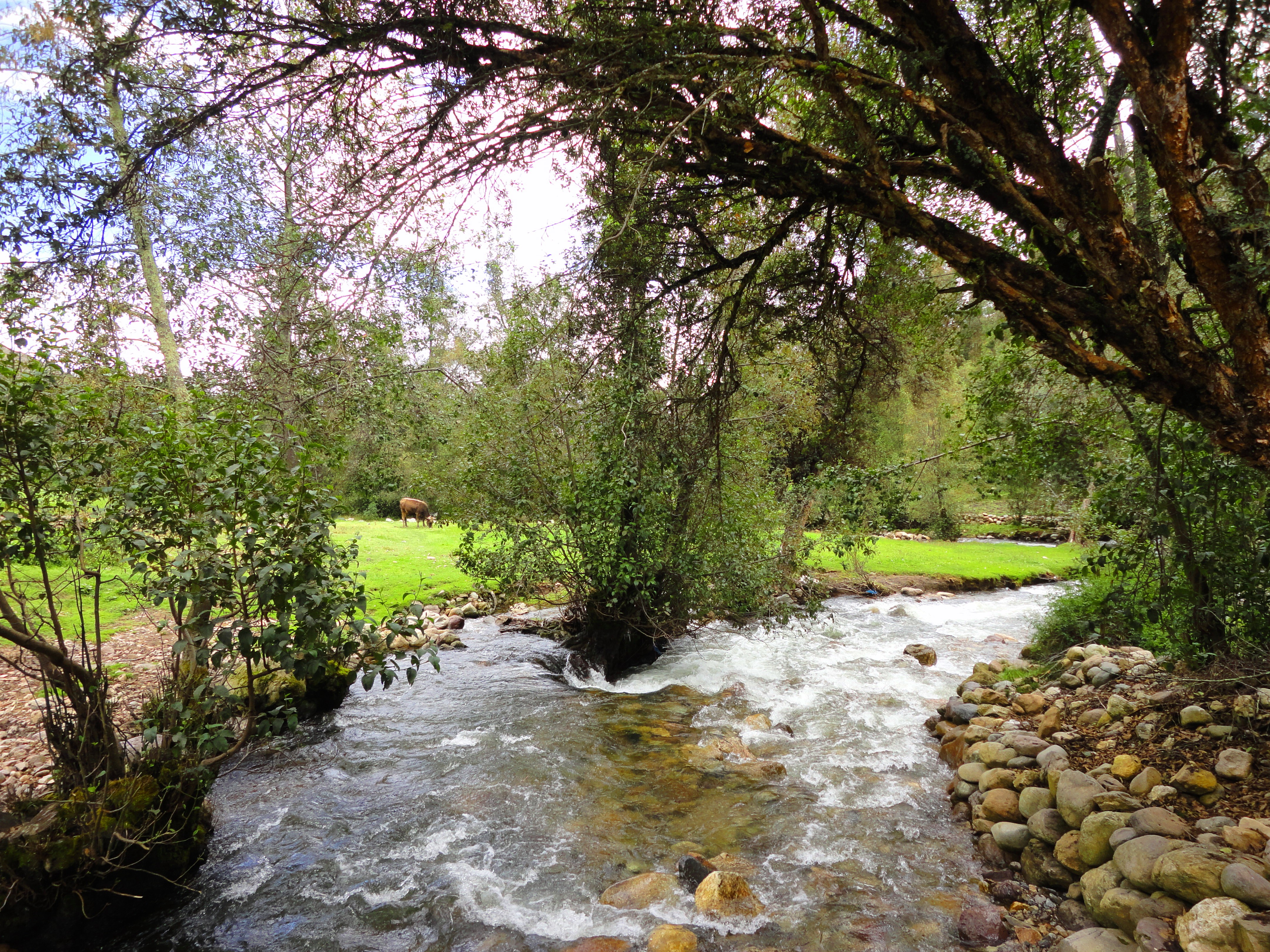
Río de Masma.

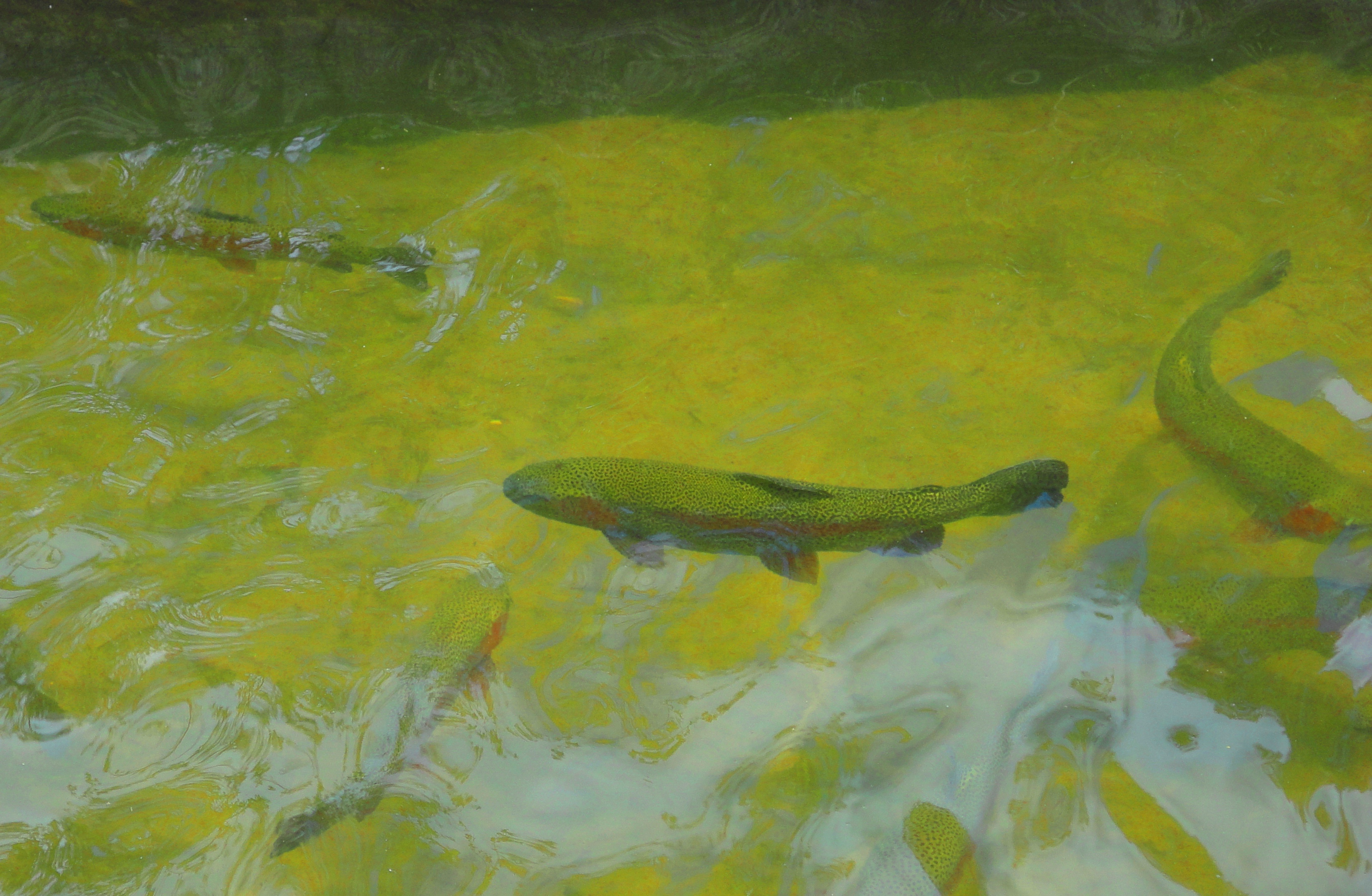
Truchas de Masma.

El Distrito de Masma es uno de los treinta y cuatro distritos que conforman la provincia de Jauja, ubicada en el Departamento de Junín, bajo la administración del Gobierno Regional de Junín, en la sierra central de Perú. Limita por el norte con el distrito de Huamalí; por el este con el Distrito de Julcán; por el sur con los distritos de Julcán y Molinos; y, por el oeste con el Distrito de Ataura.
Dentro de la división eclesiástica de la Iglesia Católica del Perú, pertenece a la Vicaría IV de la Arquidiócesis de Huancayo.

## Geografía
Abarca una superficie de 14,26 km².

### Delimitación geográfica
- Por el norte: Con Sais Cahuide Nº 6 y con el distrito de Monobamba.

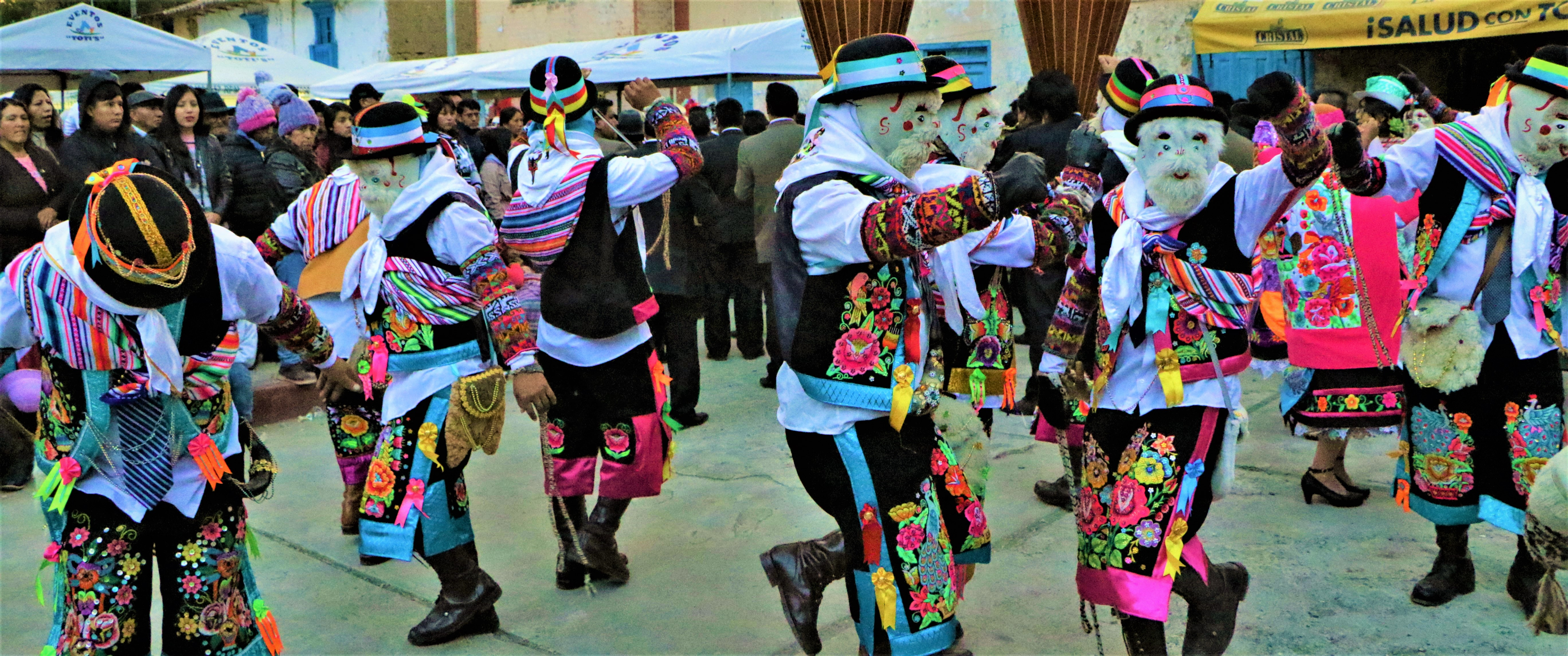
Tunantada en Masma todos los 25 y 26 de diciembre

- Tunantada en Masma todos los 25 y 26 de diciembrePor el este: Con el Distrito Cochas, Comas, Apata y Masma Chicche.
- Por el sur: Con los distritos Huamali y Ataura.
- Por el oeste: Con los distritos de Huertas, Julcan, Molinos y Ricran.

## División administrativa
El distrito tiene una extensión territorial de 14,26 km²; la que se encuentra dividida en siete cuarteles.
- Cuartel Primero "FRANCISCO BOLOGNESI"
- Cuartel Segundo "MIGUEL GRAU"
- Cuartel Tercero "DON JOSÉ DE SAN MARTÍN"
- Cuartel Cuarto "ALFONSO UGARTE"
- Cuartel Quinto "SIMÓN BOLÍVAR"
- Cuartel Sexto "ANDRÉS AVELINO CÁCERES - HUARIPAMPA"
- Cuartel Séptimo "[TUPAC AMARU]- HUAQUIAN"
  - Centro Poblado San Juan de Uchubamba
- Anexo San José de Villano - Occoroyo
- Anexo Ayna
  - Anexo Fundo Tambillo

También cabe mencionar que en el año 1942, Masma se divide en 7 cuarteles a diferencia de otros pueblos del valle del Mantaro que se fraccionaban en barrios, a excepción del distrito de Muquiyauyo que también se seccionó en cinco cuarteles.
La Municipalidad Provincial de Jauja crea el centro poblado San Juan de Uchubamba, en el distrito de Masma, el 29 de noviembre del año 1996 con Resolución Municipal Nº510-96 MPJ con los poblados de San José de Villano y Ayna

## Población
Masma tiene una población de 2.229 habitantes según datos del INEI (Instituto Nacional de Estadística e Informática).
De los 2.229 habitantes de Masma, 1.117 son mujeres y 1.112 son hombres. Por lo tanto, el 49,89 por ciento de la población son hombres y el 50,11 mujeres.
Si comparamos los datos de Masma con los del departamento de Junin concluimos que ocupa el puesto 75 de los 124 distritos que hay en el departamento y representa un 0,1819 % de la población total de ésta.
A nivel nacional, Masma ocupa el puesto 1.293 de los 1.833 distritos que hay en Perú y representa un 0,0081 % de la población total del país.

### Resumen de Masma
| Dato               | Valor         |
| Población total    | 2.229         |
| Hombres            | 1.112         |
| Mujeres            | 1.117         |
| % hombres          | 49,89         |
| % mujeres          | 50,11         |
| ranking provincial | 75 / 124      |
| ranking nacional   | 1.293 / 1.833 |

## Autoridades

### Municipales
- 2015-2018[2]
  - Alcalde: Gregorio Timoteo Fernández Martínez, Movimiento político regional Perú Libre (PL).
  - Regidores: Rubén Alfredo Llantay Aylas (PL), Víctor Alberto Mendoza Cegovia (PL), Victor Raul Ochoa Savedra (PL), Yucely Alaina Fernández Sosa (PL), Delfín Paulino Quillatupa Camarena (Fuerza Popular).
- 2011-2014[3][4]
  - Alcalde: Silvio Astete Benites, Movimiento independiente Fuerza Constructora (FC).
  - Regidores: Jaime Rolando Mateo Solis (FC), Ofilio Rómulo Quillatupa Ojeda (FC), July Katty Millan Egoavil (FC), Elvira Miguel Miguel (FC), José Luis Soto Torres (Alianza para el Progreso).
- 2007-2010
  - Alcalde: Silvio Astete Benites.

### Policiales
Comisaría de Jauja. Comisario: Cmdte. PNP. Edson Hernán Cerrón Lazo.

### Religiosas
- Arquidiócesis de Huancayo[6]
  - Arzobispo de Huancayo: Mons. Pedro Barreto Jimeno, SJ.
  - Vicario episcopal: Pbro. Hermann Josef Wendling SS.CC.
- Parroquia[7]

## Educación

### Instituciones educativas
- Colegio 344 CLEMENCIA MARINA MANTARI MALLQUI
- JOSÉ CARLOS MARIATEGUI Masma

## Economía
La economía se basa en el conocimiento cabal de sus recursos potenciales y en la racionalidad de su manejo; así como en la amplitud y en la diversidad de las actividades productoras de bienes y servicios.
La principal actividad, generadora de empleos e ingresos de la población, se basa en la agricultura y la ganadería también, fruticultura; además de la explotación de la tuna y la cochinilla. 

### Actividad agrícola
El distrito de Masma se caracteriza por una economía de subsistencia, con algunas restricciones climatológicas, topográficas y económicas. En estas condiciones el poblador se dedica a la agricultura, constituyéndose en su principal actividad económica.

### Actividad pecuaria
Principales crianzas
El sistema de explotación de las principales crianzas, es con una tecnología tradicional. Generalmente y en su mayor parte, es conducido por la mujer y la colaboración de los niños, según sea el tamaño, especie y lugar de la ganadería.
La actividad pecuaria es la segunda actividad en importancia, siendo las principales crianzas de ganado ovino, caprino, vacuno y porcino; entre los animales menores se tiene a los cuyes y las aves, producciones que, en los últimos años, se viene incrementando rápidamente.

## Festividades
- Finales de febrero e inicio de marzo - Carnavales
- 24 Junio - San Juan Bautista, patronal
- Julio- Setiembre Santiago apóstol. Herranza y Santiago
- 2 Octubre, aniversario distrito
- 1 y 2 Noviembre: Todos los Santos. Pachahuara
- 25, 26 y 27 de Diciembre: Tunantada